# Pusignan
Pusignan is een gemeente in het Franse departement Rhône (regio Auvergne-Rhône-Alpes) en telde op 1 januari 2022 4.145 inwoners.

## Geschiedenis
De gemeente maakte deel uit van het kanton Meyzieu van het arrondissement Lyon. Toen op 1 januari de Métropole de Lyon gevormd werd uit het departement Rhône werd Pusignan opgenomen in een nieuwgevormd kanton Genas, dat onderdeel werd van het arrondissement Villefranche-sur-Saône.

## Geografie
De oppervlakte van Pusignan bedroeg op 1 januari 2022 13,04 vierkante kilometer; de bevolkingsdichtheid was toen 317,9 inwoners per km².

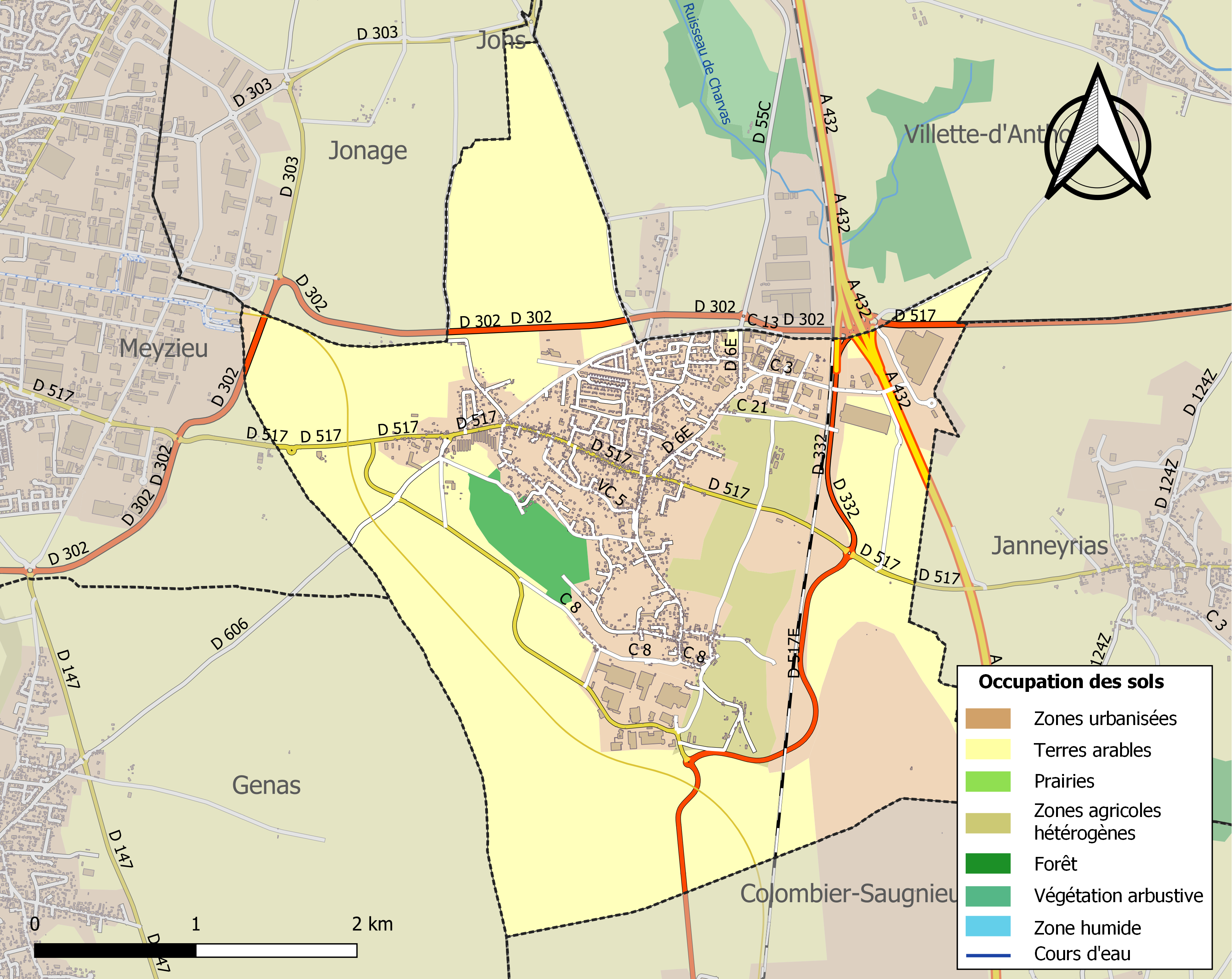
Kaart van de gemeente met de belangrijkste infrastructuur, bodemgebruik en omliggende gemeenten

## Demografie
Onderstaande figuur toont het verloop van het inwonertal (bron: INSEE-tellingen).